# Aranza Vázquez
Aranza Vázquez Montaño, född 21 augusti 2002, är en mexikansk simhoppare.

## Karriär
Vid olympiska sommarspelen 2020 i Tokyo slutade Vázquez på sjätte plats i tremeterssvikten.
Vid VM 2023 i Fukuoka tog Vázquez brons i enmeterssvikten samt silver i lagtävlingen tillsammans med Gabriela Agúndez, Jahir Ocampo och Randal Willars. Vid VM 2024 i Doha tog hon återigen silver tillsammans med Gabriela Agúndez, Jahir Ocampo och Randal Willars i lagtävlingen.